# 1498

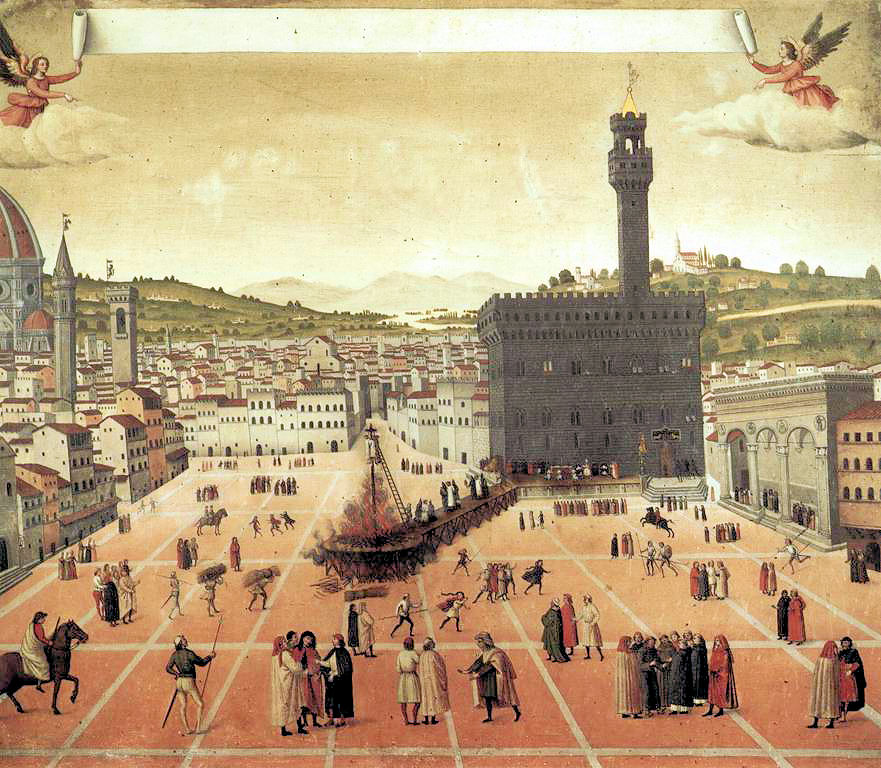
Executie van Savonarola en twee van zijn naaste medewerkers

Het jaar 1498 is het 98e jaar in de 15e eeuw volgens de christelijke jaartelling.

## Gebeurtenissen
maart
- 7 - De aartsbisschop van Keulen, Herman van Hessen, wordt met de steun van keizer Maximiliaan I en paus Alexander VI tot bisschop van Paderborn verkozen.

april
- 8 - In de republiek Florence bestormt een menigte het convent van San Marco, vanwaaruit de geëxcommuniceerde monnik Savonarola de stad bestuurt. Na een korte strijd, waarbij enkele van zijn aanhangers gedood worden, geeft Savonarola zich over, samen met zijn twee naaste medewerkers Fra Domenico da Pescia en Fra Silvestro.
- 30 - Verdrag van Sneek: De Schieringers erkennen Albrecht van Saksen als heerser onder voorwaarde dat deze door het rijk als stadhouder wordt benoemd.

mei
- 20 - Vasco da Gama landt op de kust van India nabij Calicut, en is daarmee de eerste die de zeereis rond Afrika volbrengt.
- 23 - Savonarola wordt opgehangen en verbrand.
- 30 - Christopher Columbus vertrekt voor de derde keer naar de Nieuwe Wereld.

juli
- 20 - Maximiliaan I stelt Albrecht van Saksen als potestaat van Friesland. Einde van de Friese Vrijheid en begin van de Saksische periode in Friesland.
- 31 - Christoffel Columbus ziet land bij Trinidad en Tobago.

augustus
- 1 - Christoffel Columbus ontdekt bij de monding van de rivier de Orinoco het vasteland van Zuid-Amerika.
- 5 - Verdrag van Marcoussis: Napels wordt verdeeld tussen Frankrijk en Spanje. Einde van de Eerste Italiaanse Oorlog.
- 29 Nadat hij erin is geslaagd specerijen te kopen, aanvaardt Vasco da Gama de terugreis naar Portugal.
- augustus - Begin van het Beleg van Leeuwarden.

oktober
- 23 - Het leger van Albrecht van Saksen neemt Leeuwarden in.

december
- 17 - Het huwelijk van Lodewijk XII van Frankrijk en Johanna van Valois wordt nietig verklaard.

zonder datum
- Verdrag van Parijs: Filips de Schone accepteert dat Bourgondië definitief Frans wordt, en geeft zijn aanspraken op Gelre op.
- De Azteekse heerser Ahuitzotl onderwerpt het grootste deel van Chiapas.
- John Cabot vertrekt op een tweede reis naar Newfoundland, maar keert niet terug.
- Gesteund door Maximiliaan I vallen Gulik en Kleef Gelre aan.
- Maximiliaan I verordonneert dat er 6 jongens in de hofkapel moeten worden opgenomen. Dit geldt als de oprichting van de Wiener Sängerknaben.
- Oprichting van de Orde van de Dames van het Gordelkoord.
- De heerlijkheid Buren wordt verheven tot graafschap.

## Beeldende kunst

Albrecht Dürer: Zelfportret
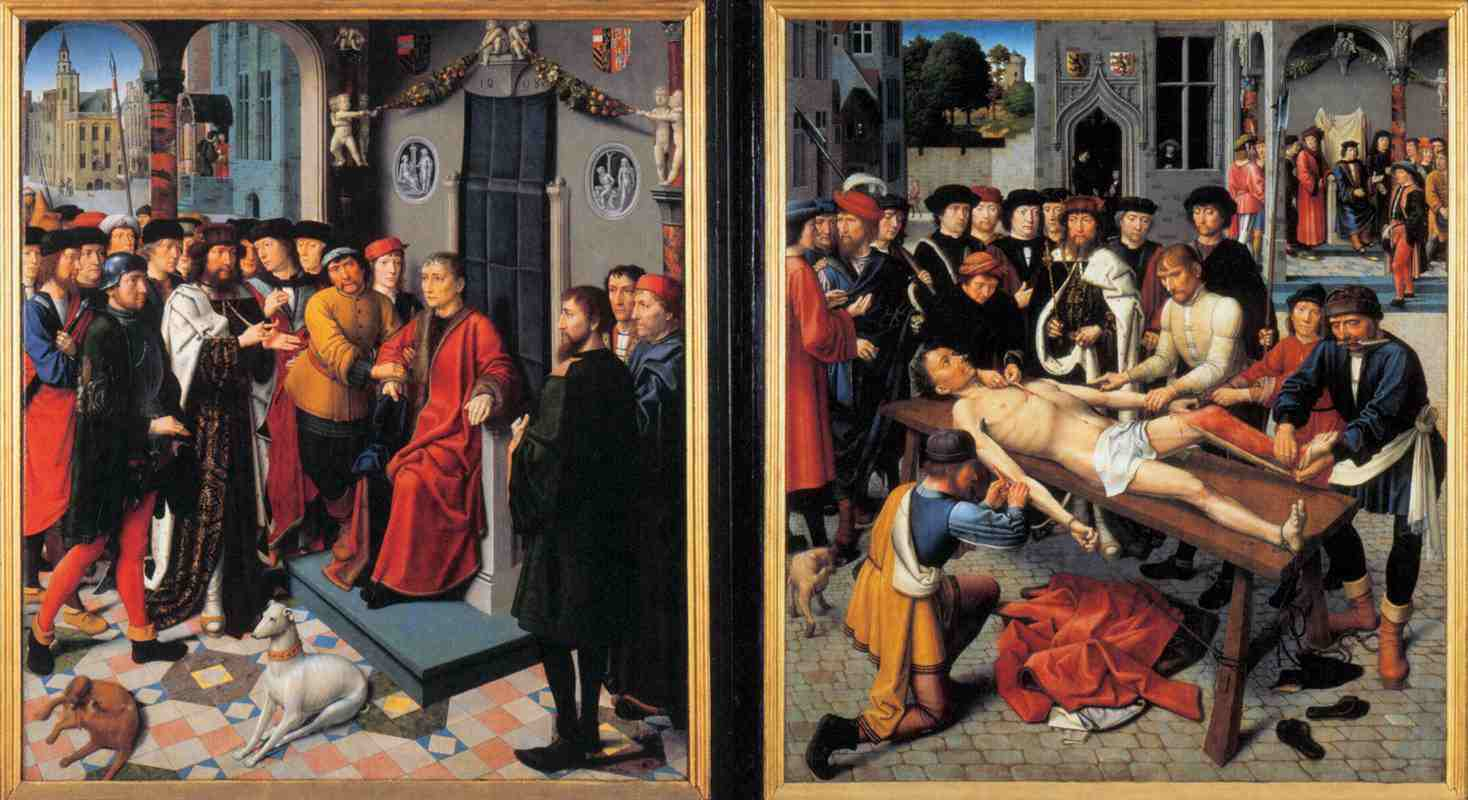
Gerard David: Het Oordeel van Cambyses
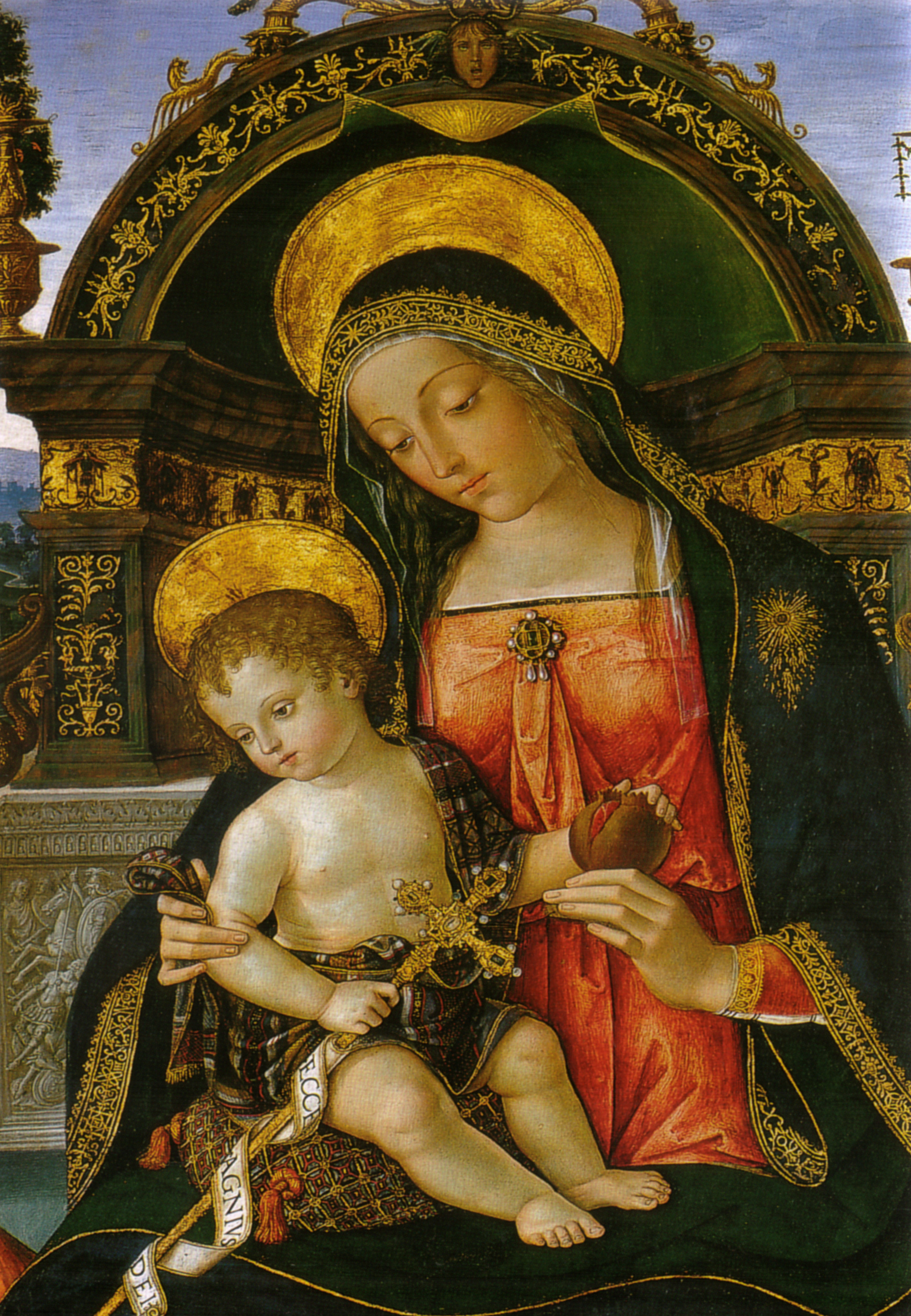
Pinturicchio: Retabel van Santa Maria dei Fossi (detail)
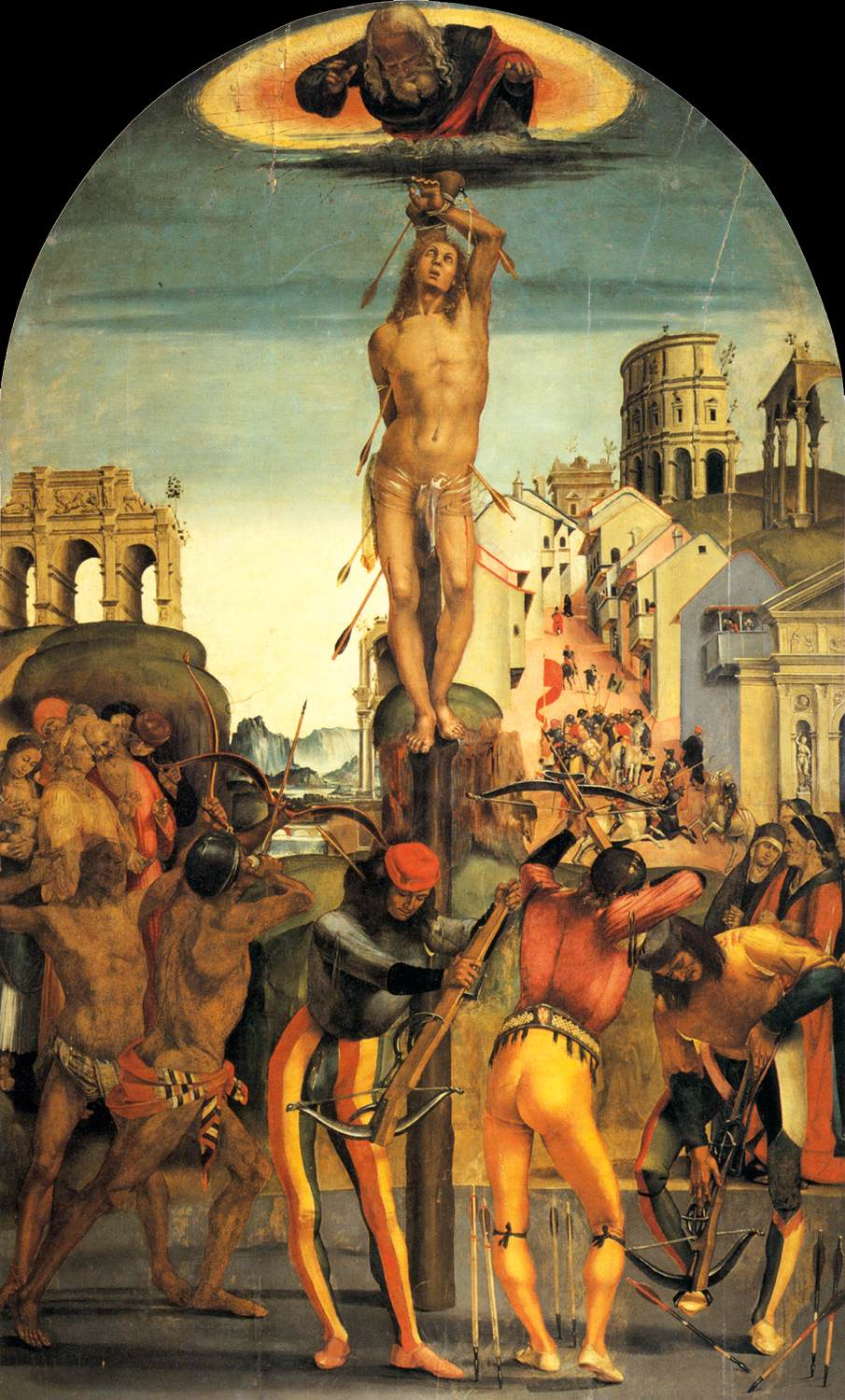
Luca Signorelli: Martelaarschap van Sint Sebastiaan
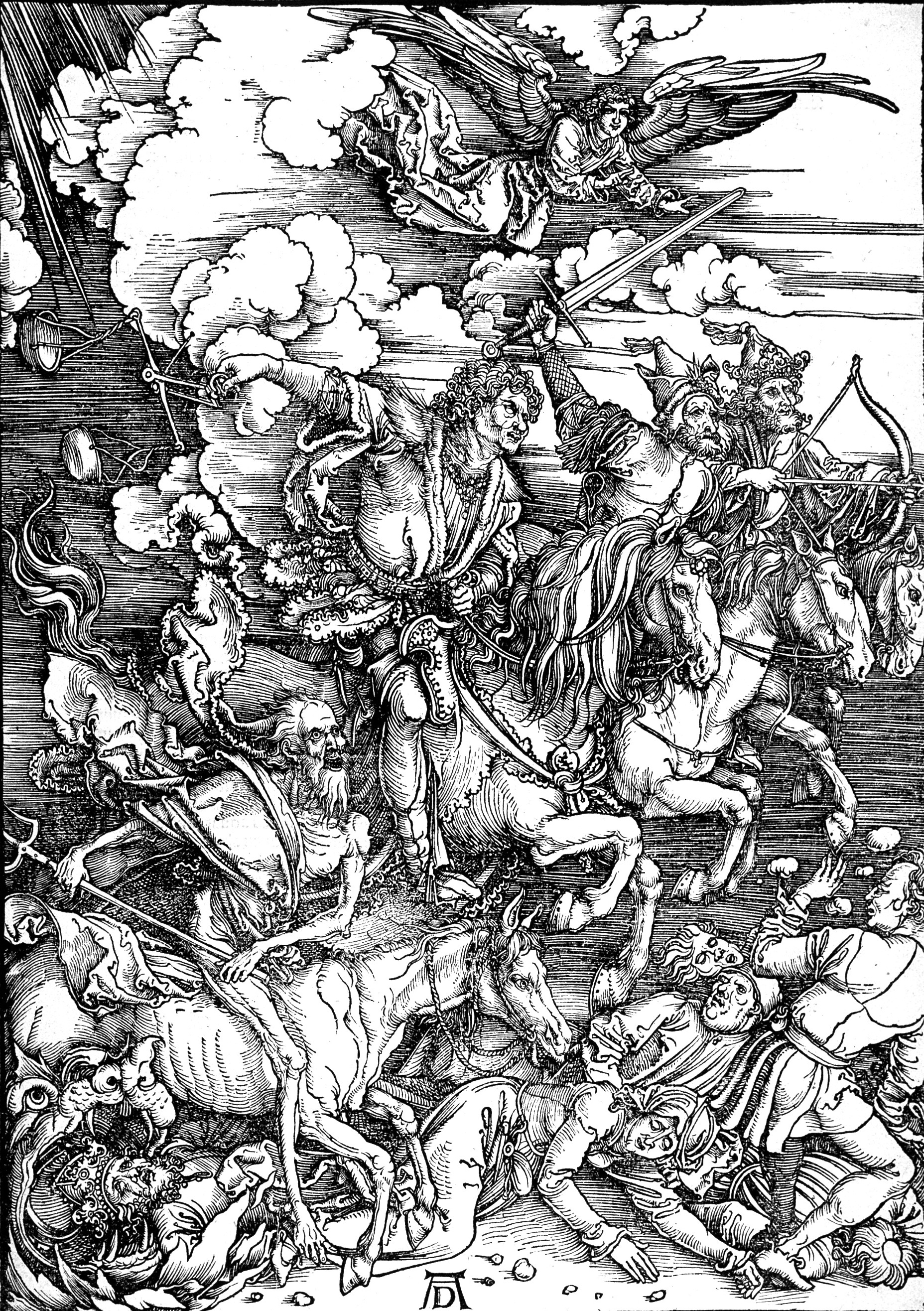
Albrecht Dürer: De vier ruiters van de Apocalyps

## Opvolging
- patriarch van Constantinopel - Nefon II opgevolgd door Joachim I
- Duitse Orde (verkiezing 29 september) - Frederik van Saksen als opvolger van Johan van Tieffen
- Frankrijk (kroning 27 mei) - Karel VIII opgevolgd door Lodewijk XII
- Freising - Ruprecht van de Palts opgevolgd door zijn broer Filips van de Palts
- Mamelukken (Egypte) - Ashraf Mohamed Ben Qaitbay opgevolgd door Qansuh Ashrafi
- Münsterberg en Oels - Hendrik van Podiebrad opgevolgd door zijn zoons Albrecht, George en Karel I
- admiraal der Nederlanden - Filips van Bourgondië-Beveren opgevolgd door Filips van Bourgondië-Blaton
- Paderborn - Simon III van Lippe opgevolgd door Herman I van Hessen
- Württemberg - Everhard II opgevolgd door zijn achterneef Ulrich

## Afbeeldingen

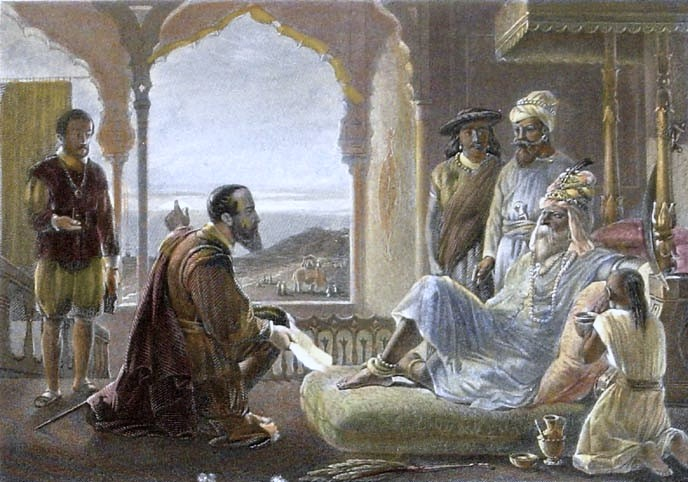
Vasco da Gama bij de samorijn van Calicut
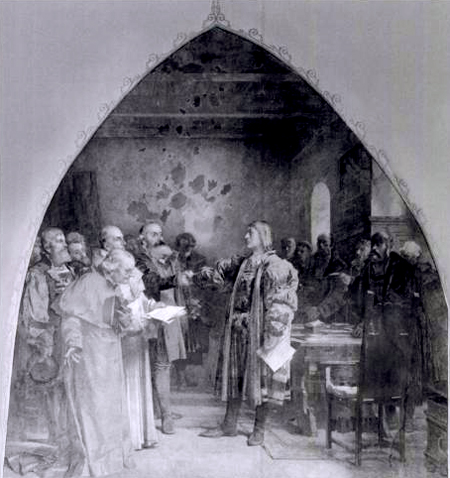
Verdrag van Sneek: De Schieringers vragen Albrecht van Saksen om bescherming
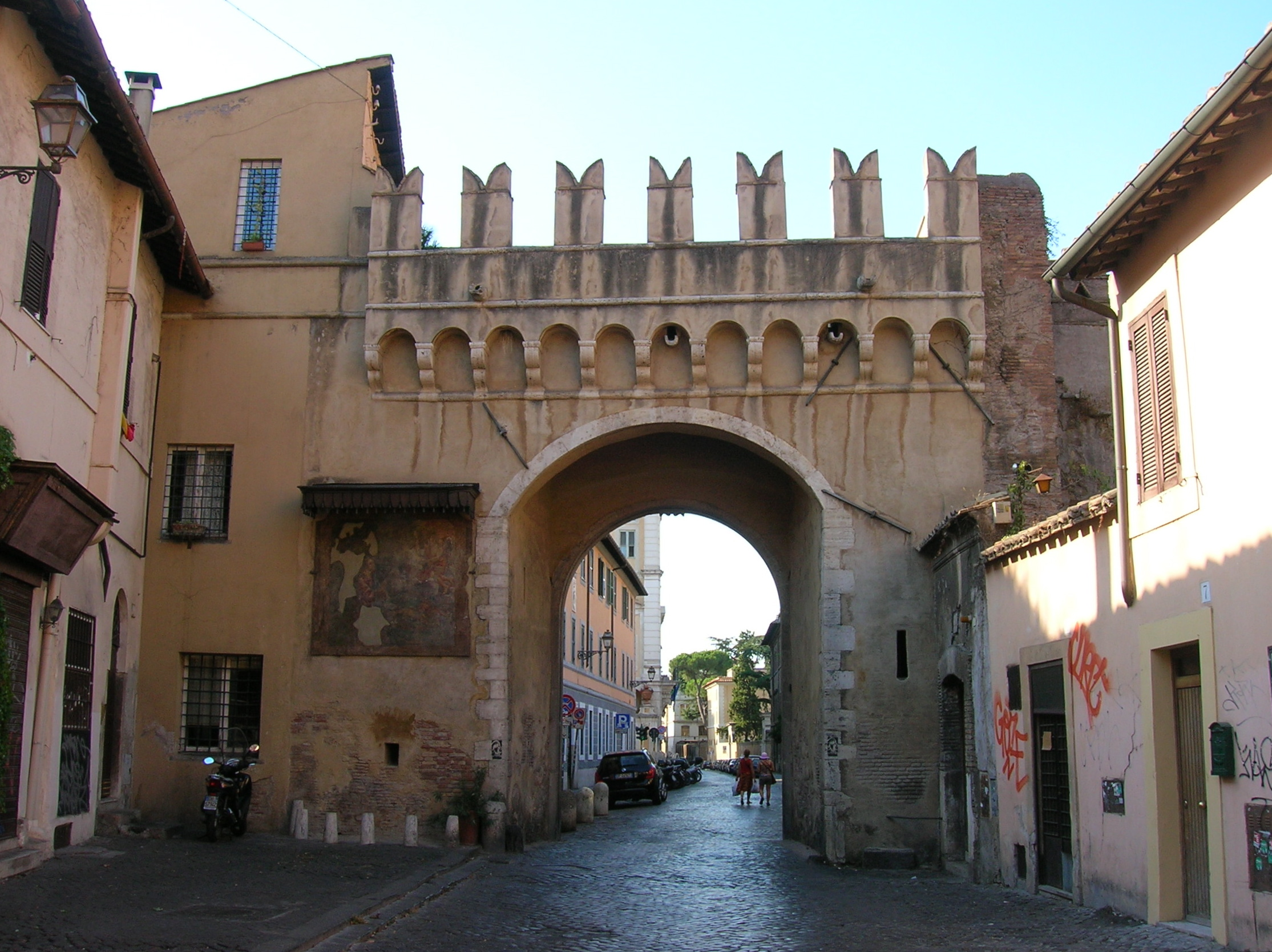
Porta Settimiana, Rome
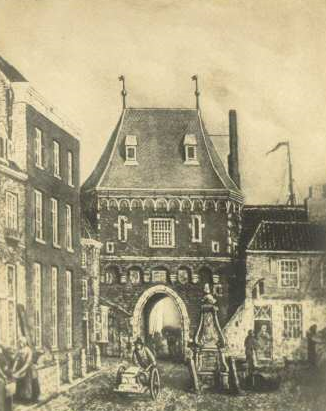
Vispoort, Zwolle

## Geboren
- 4 februari - George I van Württemberg, Duits edelman
- 6 april - Giovanni dalle Bande Nere, Italiaans militair
- 9 april - Jan van Lotharingen-Guise, Frans kardinaal
- 24 augustus - Johan van Saksen, Duits edelman
- 29 oktober - Joos de Rijcke, Zuid-Nederlands missionair en geschiedschrijver
- 15 november - Eleonora van Habsburg, echtgenote van Emanuel I van Portugal en Frans I van Frankrijk
- 30 november - Andrés de Urdaneta, Spaans ontdekkingsreiziger
- 19 december - Andreas Osiander, Duits theoloog
- Amari Torayasu, Japans legerleider
- Peter van Barbançon, Zuid-Nederlands edelman
- Arnold II van Bentheim-Steinfurt, Noord-Nederlands edelman
- Claudia van Chalon, Frans edelvrouw
- Sampiero Corso, Corsicaans legerleider
- Willem van Egmond, Noord-Nederlands edelman
- Jan van Foreest, Noord-Nederlands edelman
- Maarten van Heemskerck, Noord-Nederlands schilder
- Tashi Päljor, Tibetaans geestelijk leider
- Sophia van Pommeren, echtgenote van Frederik I van Denemarken
- Hieronymus Bock, Duits botanicus (vermoedelijke jaartal)
- Dirk IV van Assendelft, Noord-Nederlands edelman (jaartal bij benadering)
- Moretto da Brescia, Venetiaans schilder (jaartal bij benadering)

## Overleden
- 7 maart - Simon III van Lippe (67), prinsbisschop van Paderborn
- 7 april - Karel VIII, koning van Frankrijk (1483-1498)
- 23 mei - Girolamo Savonarola (45), Florentijns geestelijk leider (brandstapel)
- 4 juli - Filips van Bourgondië-Beveren (~48), Bourgondisch staatsman
- 23 augustus - Isabella van Asturië (27), Spaans prinses
- 14 september - Giovanni de' Medici il Popolano (30), Italiaans edelman
- 16 september - Tomás de Torquemada (~78), Spaans inquisiteur
- 27 december - Alexander Hegius (~58), Duits humanist
- Vespasiano da Bisticci (~77), Italiaans humanist
- Michael Pacher (~63), Oostenrijks schilder en houtsnijder
- Hendrik van Podiebrad (~50), Boheems edelman
- Antonio del Pollaiolo (~66), Italiaans schilder
- Yeshe Tsangpo, Tibetaans geestelijk leider
- John Cabot, Venetiaans ontdekkingsreiziger (vermoedelijke jaartal)
- Cristoforo Landino, Italiaans dichter (vermoedelijke jaartal)
- Bartolomé Bermejo, Spaans schilder (jaartal bij benadering)
- Melchiorre Ferraiolo, Napolitaans geschiedschrijver (jaartal bij benadering)
- Domenico Rosselli, Italiaans beeldhouwer (jaartal bij benadering)

## Trivia
- Het eerste seizoen van Blackadder eindigt met de dood van prins Edmund, the Black Adder, in 1498